# Oreobates heterodactylus
Oreobates heterodactylus är en groddjursart som först beskrevs av Miranda-Ribeiro 1937.  Oreobates heterodactylus ingår i släktet Oreobates och familjen Strabomantidae. IUCN kategoriserar arten globalt som otillräckligt studerad. Inga underarter finns listade i Catalogue of Life.